# Радостное (Запорожская область)
Радостное (укр. Радісне) — село,
Плодородненский сельский совет,
Михайловский район,
Запорожская область,
Украина.
Код КОАТУУ — 2323385505. Население по переписи 2001 года составляло 219 человек.

## Географическое положение
Село Радостное находится на расстоянии в 2 км от села Водное и в 4-х км от села Зразковое.
Рядом проходит автомобильная дорога М-18 (E 105).

## История
Село образовано в 1949 году в результате объединения хуторов Радостный и Раздольный.